# Borivoj Novaković
Borivoj (Boro) Novaković (Karanac, 8. lipnja 1938. – Beli Manastir, 12. srpnja 2015.), ekonomist, nogometaš, nogometni trener i dužnosnik, publicist. Rođen je u seljačkoj obitelji, od roditelja koji su bili Baranjci (otac Rade iz Šaroka u Mađarskoj, a majka Jovka rođ. Popović iz Branjine). Iz seljačkog podrijetla vukao je sklonost prema sitnom voćarstvu i povrtlarstvu, čime se neprofesionalno bavio. 

## Životopis
Osnovnu školu završio je u Karancu (1 - 6. r.) i Kneževim Vinogradima (7 - 8. r.), ekonomsku u Belom Manastiru, Višu ekonomsku u Vukovaru, nakon čega je apsolvirao Ekonomski fakultet u Subotici, odsjek za automatiku i računovodstvo. Radio je u belomanastirskom Zavodu za zapošljavanje kao analitičar i statističar (1963-1965), u Školi učenika u privredi (ŠUP) u Belom Manastiru (1965. – 1969.), Srednjoškolskom centu u Belom Manastiru (1969. – 1976.) kao tajnik te na "Belju", prvo u "Remontu" (1979. – 1991.) kao rukovoditelj Radne zajednice, a kasnije u beljskoj direkciji kao rukovoditelj Stručnih službi (1991. – 1998.).

## Nogometna karijera
Nogomet je počeo igrati 1952. godine u juniorima karanačkog "Poleta", potom je igrao u seniorima (1954. – 1964.), a onda postaje trener i rukovoditelj (predsjednik 1986. – 1990.) kluba. Od 1992. do 1997. godine bio je predsjednik Fudbalskog saveza Baranje. Na tu funkciju izabrali su ga tadašnji baranjski nogometni klubovi.
U baranjskom nogometu bio je prisutan gotovo pola stoljeća, od čega je punih 28 godina aktivno proveo u "Poletu". U tom razdoblju zabilježio je i svoje najveće športske uspjehe, među kojima je i povijesna pobjeda nad "Bratstvom" iz Mikleuša, što je "Poletu" osiguralo višegodišnje nadmetanje u Međuopćinskoj ligi. Osim toga, "Polet" je bio i prvi trostruki pobjednik Kupa Baranje. Pored športskih rezultata još veće rezultate postigao je u osiguravanju uvjeta za natjecanje: izgrađena su 4 spremišta s kupatilima i tuševima, pomoćna spremišta, društvena prostorija te automatska dvostazna kuglana i drugo.

## Publicistički rad
Kao zaljubljenik u svoje rodno mjesto, u nogomet i u NK "Polet" Borivoj Novaković je tri desetljeća uporno bilježio i skupljao sve relevantne podatke o svim nogometnim natjecanjima na području Baranje. Nakon svake natjecateljske godine relevantne podatke s isječcima iz štampe, zapisnicima i protokolima je obradio i odložio u arhivu. Na bazi tako sređene arhive godine 1995. izdao je knjigu "Fudbal u Baranji - Karanac nekad i sad" (85 str.), u kojoj je opisao 60-godišnju povijest svog matičnog kluba "Polet" iz Karanca. U toj knjizi, između ostalog, dao je precizne podatke o svakom igraču (npr. koliko je utakmica odigrao, koliko je pogodaka postigao, kakvo je priznanje dobio...). Deset godina kasnije izdao je knjigu "50 godina nogometa u Baranji (1947./48. – 1996./97.)" (212 str.), u kojoj je dao iscrpan opis svih nogometnih zbivanja u Baranji od 1947. do 1997. godine i svih 55 klubova koji su postojali u tom razdoblju.
U nekoliko listova ("Belje", "Baranjska reč", "Glas Slavonije", "Progres-Beli Manastir") objavio je više članaka s područja nogometa.

## Nagrade i priznanja
Među brojnim nagradama i javnim priznanjima izdvajamo tek one bitne: Nagrada oslobođenja Baranje 1977., Zlatna plaketa NSO (Nogometnog saveza općine) Beli Manastir za izuzetan doprinos nogometu u Baranji 1980., Zlatna značka NSO Beli Manastir za rad u nogometu Baranje 1981. te Posebno priznanje za dva desetljeća djelovanja, unapređivanja i razvoja športa u Baranji, koje mu je dodijelio SFK Beli Manastir 1985. godine.
Pored priznanja za rad u nogometu dobio je i najveće priznanje za rad u SIZ-u osnovnog obrazovanja za postignute rezultate 1980-ih godina 20. stoljeća (kao predsjednik SIZ-a 8 godina) kad je završena osnovna škola u Lugu i izgrađena osnovna škola u Karancu, koje je i svečano otvorio.
Bio je u dva navrata član Općinske skupštine Beli Manastir, u dva mandata član Izvršnog vijeća Općine Beli Manastir, a u drugom mandatu i njegov potpredsjednik, jedan od osnivača i prvi predsjednik Fonda udruženog rada za razvoj privrede Općine Beli Manastir, član Općinskog komiteta SKH u jednom mandatu i dr. Kasnije je bio član Zajedničkog vijeća opština (ZVO; 1997-1998) i predsjednik regionalne organizacije SDSS-a za Osječko-baranjsku županiju.